# つばき、時跳び
『つばき、時跳び』（つばき ときとび）は、梶尾真治の小説。この作品は、平凡社のPR誌『月刊百科』に、2004年9月号から2006年9月号まで「つばきは百椿庵に」（つばきはひゃくちんあんに）のタイトルで連載されており、同社より2006年10月に単行本として刊行される際に改題された。熊本を舞台に150年の時間の壁に隔てられたふたりの若者の恋を描く、タイムトラベル・ラブロマンス。
またそれを原作として成井豊脚本による舞台作品として明治座にて2010年に舞台化、NHK-FM「青春アドベンチャー」にて2017年にラジオドラマ化された。

## ストーリー
サラリーマンを辞め専業作家となった井納惇は、亡くなった祖父が住んでいた、そして子供の頃両親の転勤で1年間だけ住んだことのある、「百椿庵（ひゃくちんあん）」と呼ばれる古い屋敷に住むこととなった。その屋敷では、女性にしか見えないという幽霊が出ると言われていた。そんなある日、惇もその幽霊を目撃。その美しさに惹かれた惇は屋敷の中を調べ、天井裏に正体不明のからくりが仕掛けられていることを発見する。そしてその夜突然、古風な身なりで、例の幽霊そっくりの若く美しい女性が現れた。
「つばき」と名乗ったその女性は、どうやら幕末・元治の時代に百椿庵に住んでいたらしい。惇は、例のからくりはタイムマシンで、その作用でつばきが現代にタイムトラベルしてきてしまったものらしいと推測する。電気や照明などの現代の技術を目の当たりにしたつばきはショックで体調を崩してしまうが、惇が懸命に看病するうちに、ふたりは互いに惹かれていく。しかし、看病の甲斐あって数日後に回復したつばきは、屋敷の外に一歩出た途端に、現れたときと同様突然消えてしまった。惇はふたたびつばきと会うために、その方法を探る。

## 主な登場人物
井納 惇（いのう じゅん）
歴史小説家で、30過ぎの独身。幕末の時代から突然現れたつばきに心惹かれる。
柳井 つばき（やない つばき）
幕末の時代、百椿庵に住んでいた若く美しい女性。両親は既に亡く、兄も早世している。小さいころから母に家事を仕込まれたため料理は上手で掃除等の手際もよいが、「丙午の生まれ」であるため縁談が進まなかったらしい。炊事は女の仕事であり男は厨房に入らない等、当時の考え方にこだわりを持ってはいるものの、はっきりと自分の考えを口にしたり、現代にタイムトラベルした際の経験を受けとめ吸収するなど、惇を驚かせることもしばしば。最初に現代に現れた際、「元治の甲子」の年（西暦1864年）から来た旨を発言しており、また丙午の生まれ（直前の丙午は西暦1846年）であることから、（現代の数え方では）17か18歳ということになる。
仰烏帽子 寿（のけぼし ひさし）
通称「りょじんさん」。タイムマシンの開発者であり、最初のタイムトラベラー。だがそのタイムマシンは不完全で、その時代に留まるためには特殊なフィールドを発生させる装置を設置しなければならず、しかもそれでも約40日しか留まることができなかったらしい。
福薗 玄馬亮（ふくぞの げんばのすけ）
長岡の配下。つばきとは昔からの知り合い。松本喜三郎や長岡と共に百椿庵を訪問する。
長岡 監物（ながおか けんもつ）
細川家城代家老。りょじんさんを百椿庵に滞在させるようつばきに依頼、その未来の知識を積極的に吸収しようとする。
松本 喜三郎
実在した生き人形師。つばきを生き人形のモデルにしたいと申し出る。

## こぼれ話
以下については、カジシンエッセイに記述がある。
- 物語の舞台である「百椿庵」は実際に梶尾が住んでいる屋敷をモデルとし、作品中の百椿庵の構造・間取り等は、実際の家とまったく同じに描いてあるという。
- エピソードは『マイフェアレディ』、『ローマの休日』、『緑の館』、『麗しのサブリナ』を意識していて、梶尾がイメージするつばきはオードリー・ヘプバーンとのことである。実際、作中で惇がつばきを「オードリーに似ている」と思う場面がある。
- 梶尾は、各読者が持つつばきのイメージが各人違うので驚いたとのこと。梶尾が聞いたところでは、宮崎あおい、榮倉奈々、宮沢りえ、吹石一恵が多いとのことである。

## 書誌情報
- つばき、時跳び（2006年10月、平凡社、ISBN 978-4-582-83342-3）
- つばき、時跳び（2010年6月、平凡社ライブラリー、ISBN 978-4-582-76703-2）
- つばき、時跳び（2018年1月9日、徳間文庫、ISBN 978-4-19-894299-1）

## 舞台
2010年、『クロノス・ジョウンターの伝説』シリーズの舞台化を行った演劇集団キャラメルボックスの演出家成井豊による脚本・演出、福田沙紀主演で舞台化され、東京・明治座にて同年8月に上演された。

### 公演概要
- 期間：2010年8月11日- 8月29日
- 場所：明治座

### キャスト（舞台）
- 柳井つばき：福田沙紀
- 井納惇：永井大
- 横井小楠：勝野洋
- 黒瀬幸太：金子貴俊
- 仰烏帽子綾：真野恵里菜

### スタッフ（舞台）
- 原作：梶尾真治
- 脚本・演出：成井豊
- 音楽監督：加藤昌史
- 製作協力：演劇集団キャラメルボックス
- 主催：明治座

## ラジオドラマ
2017年2月27日 - 3月3日・3月6日 - 3月10日まで全10回で、NHK-FM『青春アドベンチャー』でラジオドラマ化され放送された。

### キャスト（ラジオドラマ）
- 柳井つばき - 美山加恋
- 井納惇 - 川口覚
- 福薗玄馬亮 - 山森大輔
- 惇の母 - 西山水木
- 惇の父 - 廣田高志
- 新井（編集者） - 酒向芳
- 運転手 - 佐藤誓
- 松本喜三郎 - 林次樹
- 山本道子
- 石村みか
- 店員 - 雪原千歳
- ヨウコ - 浅場万矢
- 箱田暁史
- 堀川恭司
- 櫻井優輝

### スタッフ（ラジオドラマ）
- 原作 - 梶尾真治
- 脚色 - 丸山智
- 音楽 - 川田瑠夏
- 演出 - 藤井靖
- 技術 - 加村武
- 音響効果 - 石川恭男

## 映画
映画プロデューサーの芥川保志によって、2018年1月8日に刊行された徳間文庫版の帯にて大林宣彦が映画化を決心したことが発表され、大林監督・脚本により2019年春公開を目指し全編熊本ロケでの映画化が決定していたが、大林は体調不良に伴い辞退。大林に監督補を打診されていた熊本市出身の行定勲が監督を引き継いだが降板し、松本准平監督のもと、演出家（脚本家）で著名な成井豊の脚本で制作準備がなされている。
- 原作：梶尾真治
- 企画：大林宣彦
- 監督：松本准平